# Estratovolcán

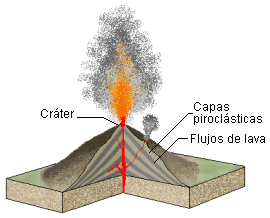
Esquema de un estratovolcán.

Un estratovolcán es un tipo de volcán cónico y de gran altura. Como su nombre indica, está compuesto por múltiples estratos o capas de lava endurecida que alternan con capas de piroclastos (lapilli y cenizas). Se forman por la alternancia de momentos de actividad explosiva con otros de emisión de coladas de lava fluida. La lava que fluye desde su interior es altamente viscosa y se enfría y endurece antes de que pueda llegar lejos. Muchos estratovolcanes exceden los 2500 metros de altitud y suelen encontrarse sobre la corteza continental.
Aunque a veces se denominan «volcanes compuestos», los vulcanólogos prefieren utilizar el término «estratovolcán» para establecer una distinción, debido a que todos los volcanes, sean del tamaño que sean, presentan una estructura (de capas) compuesta, esto es, se desarrollan sobre los materiales de sucesivas erupciones.

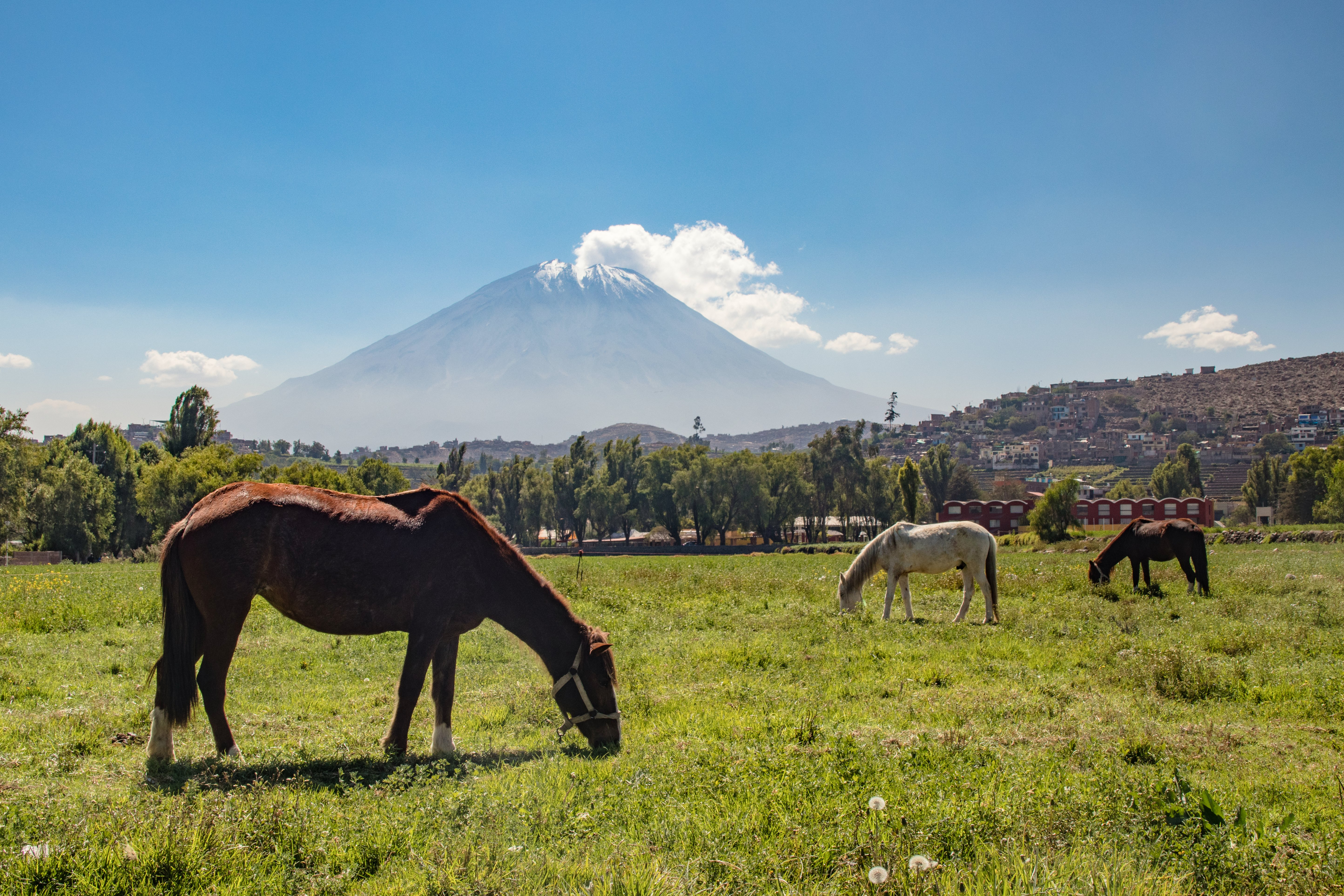
El Misti (estratovolcán) ubicado cerca de la ciudad de Arequipa (Perú).

## Formación
Los estratovolcanes son comunes en zonas de subducción, donde forman cadenas o «arcos» a lo largo de los límites de la placa tectónica, donde la corteza oceánica se desliza bajo la corteza continental (los Andes) o en una dorsal oceánica (Islandia). El magma que forman los estratovolcanes aparece cuando el agua atrapada tanto en minerales como en el basalto de la corteza oceánica superior, se libera sobre la roca de la capa de la astenosfera sobre la losa oceánica que se hunde. La liberación de agua de los minerales se denomina "desecación", y sucede bajo condiciones específicas de presión y temperatura en ciertos minerales cuando la placa subduce a mayor profundidad. El agua liberada de la capa inferior baja el punto de fusión de la roca sobrepuesta de la capa, la cual experimenta una fusión parcial y emerge debido a la menor densidad relativa respecto a las rocas circundantes, formando piscinas temporales en la base de la litosfera. El magma entonces emerge a través de la corteza, añadiendo minerales ricos en sílice a su composición, lo cual lo hace más viscoso y frío (disminuyendo su temperatura de los 1200 a 700). Cuando el magma se acerca a la superficie, forma una especie de laguna en una cámara magmática bajo el volcán. La relativamente baja presión del magma permite que el agua y los gases (como CO2, azufre y cloro), disueltos en la lava, comiencen a reaccionar, semejando una botella de agua con gas al ser abierta, provocando pequeñas rupturas en el volcán y formando piroclastos a partir de sí mismo. Una vez que se acumula un volumen crítico de magma y gases, el obstáculo que supone el cono volcánico se supera, conduciendo a una repentina erupción volcánica explosiva.

## Ejemplos de estratovolcanes
Los volcanes Villarrica, Llaima, volcán Osorno, Chillán (Chile), Momotombo (Nicaragua), Nevado de Colima, Volcán Ceboruco, Popocatépetl, Xocotépetl (México), Teide (en la isla de Tenerife, España), el volcán Chimborazo (Ecuador), el volcán de Fuego (Guatemala), el volcán de Santa Ana (El Salvador), volcán Cotopaxi (Ecuador), volcán Nevado del Ruiz (Colombia), volcán Tupungato (Chile y Argentina), el volcán Arenal (Costa Rica), el volcán Nevado Ojos del Salado (en Argentina y Chile), volcán Barú (Panamá) son ejemplos clásicos de estratovolcanes.
Los volcanes más altos del mundo, medidos desde el nivel del mar, son estratovolcanes, siendo los tres más altos el mencionado Nevado Ojos del Salado (Argentina / Chile), el Monte Pissis y el Cerro Bonete Chico (ambos en Argentina).